# Hu Cai
Pour les articles homonymes, voir Hu.
Dans ce nom chinois, le nom de famille, Hu, précède le nom personnel.
Hu Cai (? - 197) est le chef des rebelles de la Vague Blanche. En l’an 195, il joignit la cause impériale en répondant à l’appel de Dong Cheng et Yang Feng. 
Avec ses acolytes, Li Yue et Han Xian, il combattit Li Jue et Guo Si. Subissant la défaite, il permit néanmoins à l’Empereur Xian de procéder vers l’est et reçut peu après le titre de Général Qui Assujettit l’Est. Par après, an l’an 196, un désaccord face à la procession de l’Empereur vint semer la bisbille parmi les alliés. Hu Cai voulut attaquer Han Xian à Wenxi mais ce geste lui fut refusé par l’Empereur. 
Puis en l’an 197, demeurant dans le district de Hedong, il fut tué lors d’une querelle.

## Son personnage dans le roman
Dans le roman Histoire des Trois Royaumes, Hu Cai meurt en combattant Li Jue et Guo Si à Weiyang. 